# ヴェルーカ・ソルト
ヴェルーカ・ソルト(Veruca Salt)は、アメリカのロック・バンド。1993年にシカゴで結成され、1994年にデビュー。

## 略歴
リリ・テイラーの共通の友人であるルイーズ・ポスト（ボーカル、ギター）とニーナ・ゴードン（ギター、ボーカル）が知り合い、結成された。バンド名は児童文学『チョコレート工場の秘密』に登場するわがままな少女の名前から採られた。その後、ニーナの兄であるジム・シャピーロ（ドラムス）、スティーヴ・ラック（ベース）が加入。インディーズ・レーベルのMinty Freshと契約し1994年にシングル「Seether」でデビュー。ホールとツアーを行い、9月にファースト・アルバム『アメリカン・サイズ』をリリース。
その後ゲフィン・レコードと契約。この頃MTVで「Seether」がよく流されるようになりバンドは急速に認知されるようになる。1996年にスティーヴ・アルビニ録音のEP『Blow It Out Your Ass It's Veruca Salt』をリリース。1997年2月にセカンド・アルバム『エイト・アームズ・トゥ・ホールド・ユー』をリリース直後にシャピーロが脱退、新ドラマーにステイシー・ジョーンズが加入しバンドはツアーを行い、ブッシュの北米ツアーのオープニングアクトも務めた。
1998年にゴードンが脱退しソロ活動を開始、ラックとシャピーロも同年に脱退する。ポストはスティーヴン・フィッツパトリック（ギター）、スザンヌ・ソコル（ボーカル、ベース）、ジミー・マドラ（ドラムス）を新メンバーに募りバンドは新体制を整える。2000年にサード・アルバム『リゾルヴァー』をBeyond Recordsよりリリースするが同年暮れにソコルが脱退し、ポストの友人であるジーナ・クロスリーが加入するが2002年に脱退。
2005年にマドラがレストラン経営を始めるためバンドを脱退。ソロモン・スナイダーとマイケル・マイリーがスタジオ・メンバーとして参加し2004年11月にEP『Lords of Sounds and Lesser Things』をリリース。その後、ポスト、フィッツパトリック、ドラマーに元フェイリュアのケリー・スコット、ベーシストに後にスマッシング・パンプキンズに加入するニコール・フィオレンティーノを携えツアーを行う。2006年9月にアルバム『フォー』をリリース。その後、ポストは自身の家庭に専念し、フィオレンティーノはスマッシング・パンプキンズに加入、スコットは再結成したフェイリュアに参加し、2012年3月14日、バンドは公式サイトで活動休止を宣言。

### 活動再開
バンドは2013年3月15日にオリジナル・ラインナップであるポスト、ゴードン、シャピーロ、ラックの4人で活動再開を発表。同年9月に新作を制作中であることを発表。翌2014年4月にEP『MMXIV』をリリース。その後、アメリカとオーストラリアをツアーで回った。
ポストとゴードンは2014年秋にニュー・アルバムを発売予定であるとしていたが延期され、2015年にアルバム『Ghost Notes』がリリースされた。

## メンバー

### 現メンバー
- ルイーズ・ポスト（Louise Post） - ボーカル、ギター （1993年 - ）
- ニーナ・ゴードン（Nina Gordon） - ギター、ボーカル （1993年 - 1998年、2013年 - ）
- ジム・シャピーロ（Jim Shapiro） - ドラムス （1993年 - 1997年、2013年 - ）
- スティーヴ・ラック（Steve Lack） - ベース （1993年 - 1998年、2013年 - ）

### 旧メンバー
- スティーヴン・フィッツパトリック（Stephen Fitzpatrick） - ギター （1999年 - 2012年）
- ステイシー・ジョーンズ（Stacy Jones） - ドラムス （1997年 - 1998年）
- ジミー・マドラ（Jimmy Madla） - ドラムス （1999年 - 2005年）
- ケリー・スコット（Kellii Scott） - ドラムス （2005年 - 2012年）
- スザンヌ・ソコル（Suzanne Sokol） - ベース （1999年 - 2000年）
- ジーナ・クロスリー（Gina Crosley） - ベース （2000年 - 2002年）
- ニコール・フィオレンティーノ（Nicole Fiorentino） - ベース （2006年 - 2008年）

## ディスコグラフィ

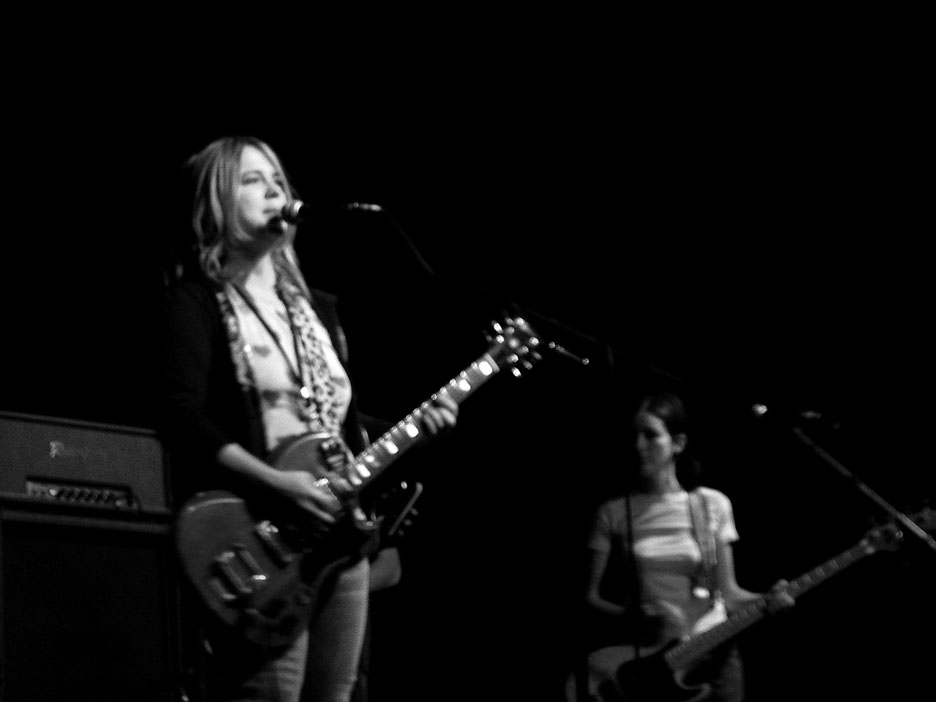
ポスト（左）とフィオレンティーノ（2006年）

### スタジオ・アルバム
- 『アメリカン・サイズ』 - American Thighs (1994年)
- 『エイト・アームズ・トゥ・ホールド・ユー』 - Eight Arms to Hold You (1997年)
- 『リゾルヴァー』 - Resolver (2000年)
- 『フォー』 - IV (2006年)
- Ghost Notes (2015年)

### EP
- Blow It Out Your Ass It's Veruca Salt (1996年)
- Officially Dead (2003年)
- Lords of Sounds and Lesser Things (2005年)
- MMXIV (2014年)

### シングル
- "Seether" (1994年)
- "Number One Blind" (1995年)
- "Victrola" (1995年)
- 「気まぐれヴォルケーノ・ガール」 - "Volcano Girls" (1997年)
- 「シャッターバグ」 - "Shutterbug" (1997年)
- "Benjamin" (1997年)
- "The Morning Sad" (1997年)
- "Straight" (1997年)
- "Born Entertainer" (2000年)
- "Only You Know" (2000年)
- "Weird" (2006年)
- "The Museum of Broken Relationships" (2014年)
- "Laughing in the Sugar Bowl" (2015年)